# Омањска (Усора)
Омањска је насељено мјесто у Босни и Херцеговини, у општини Усора, које административно припада Федерацији Босне и Херцеговине. Према попису становништва из 2013. у бившем насељу је живјело 953 становника. Ово насеље је и седиште општинске управе општине Усора.

## Историја
Ово насеље је део бившег јединственог насеља Омањска које је било у саставу општине Тешањ, а које је ентитетском линијом на основу Дејтонског споразума подељено на два насеља: Омањска у општини Усора и Омањска у саставу Града Добоја.

## Становништво
|             | 2013.        | 1991.          | 1981.          | 1971.          |
| Укупно      | 953 (100,0%) | 1 233 (100,0%) | 2 139 (100,0%) | 1 982 (100,0%) |
| Хрвати      | 946 (99,27%) | 1 220 (98,95%) | 2 092 (97,80%) | 1 957 (98,74%) |
| Срби        | 6 (0,630%)   | 8 (0,649%)     | 13 (0,608%)    | 10 (0,505%)    |
| Непознато   | 1 (0,105%)   | –              | –              | –              |
| Остали      | –            | 5 (0,406%)     | 3 (0,140%)     | 7 (0,353%)     |
| Југословени | –            | –              | 31 (1,449%)    | –              |
| Бошњаци     | –            | –              | –              | 8 (0,404%)1    |

1. 1 На пописима од 1971. до 1991. Бошњаци су пописивани углавном као Муслимани.